# Пиповые
Пиповые (лат. Pipidae) — семейство примитивных бесхвостых земноводных.

## Описание
Общая длина представителей семейства колеблется от 4 до 19 см. Язык отсутствует, добычу они хватают передними лапами. Все виды ведут исключительно водный образ жизни и имеют многочисленные морфологические особенности, соответствующие их среде обитания. Например, лапы полностью перепончатые, тело уплощённое, присутствует система боковых линий. Кроме того, у пиповых модифицирован слуховой аппарат, благодаря чему они могут издавать и слышать звуки под водой.

## Распространение
Обитают в тропической Южной Америке (род Pipa) и Африке к югу от Сахары (остальные). 

## Классификация
На октябрь 2018 года в семейство включают 4 рода и 41 вид:
- Hymenochirus Boulenger, 1896 — Карликовые когтеносцы (4 вида)
- Pipa Laurenti, 1768 — Пипы (7 видов)

- Pseudhymenochirus Chabanaud, 1920 — Ложные когтеносцы (1 вид)

- Pseudhymenochirus merlini Chabanaud, 1920 — Ложный когтеносец

- Xenopus Wagler, 1827 — Шпорцевые лягушки (29 видов)

Также, на январь 2025 в семейство включают следующие вымершие роды:
- † Kuruleufenia Gómez, 2016
- † Llankibatrachus Báez and Pugener, 2003
- † Oumtkoutia Rage and Dutheil, 2008
- † Pachycentrata Báez and Rage, 2004
- † Singidella Baez & Harrison, 2005
- † Rocekophryne Rage et al., 2021
- † Shomronella Estes et al., 1978

## Галерея
- Когтеносец Бёттгера
- Гладкая шпорцевая лягушка
- Шпорцевая лягушка Фрэзера
- Пипа Карвальо
- Головастик гладкой шпорцевой лягушки
- Реконструкция Singidella latecostata
- Гладкая Шпорцевая Лягушка Альбинос